# Манукян, Тигран Арутюнович
Тигран Арутюнович Манукян (род. 30 января 1997, Вардадзор, Гегаркуникская область) — российский хоккеист, нападающий.

## Биография
Как и младший брат Артём Манукян, воспитанник омского «Авангарда». В сезоне 2013/14 дебютировал за команду МХЛ «Омские ястребы», сыграл три матча в МХЛ-Б за клуб «Ястребы». В декабре 2015 года и январе 2017 сыграл по два матча за «Авангард» в КХЛ. В сезоне 2015/16 играл за «Омских ястребов» и аффилированный клуб из ВХЛ «Сарыарка», в следующем сезоне выступал за «Сарыарку». В сезоне 2017/18 выступал в КХЛ за «Адмирал». В следующем сезоне провёл несколько матчей в ВХЛ за «Ермак» и «Сарыарку», затем играл в чемпионате Украины за «Донбасс». В сезоне 2019/20 выступал в ВХЛ за «Ижсталь» и «Нефтяник» Альметьевск, следующий сезон провёл в составе клуба чемпионата Белоруссии «Локомотив» Орша. В сезоне 2021/22 играл за «Тамбов» (ВХЛ) и «Сокол» Киев (Украинская Суперлига). 6 октября 2022 года вместе с братом перешёл в клуб ВХЛ «Рязань-ВДВ», за который сыграл четыре матча.